# Telson

Budowa ciała obunoga. W tym przypadku telson (zaznaczony na czerwono) nie ma przydatków.

Telson – ostatni segment odwłoka, występujący u niektórych stawonogów, mający kształt:
- wydłużonej klinowatej płytki (np. niektóre skorupiaki, wije, pierwogonki);
- wyraźnego kolca (staroraki);
- wachlarzowaty, składający się z kilku płytek (niektóre pancerzowce)

Z telsonu wielu skorupiaków wyrastają widełkowate przydatki – furka. U innych (pancerzowców) zaś ostatnie odnóża odwłokowe (uropoda).